# Jan Rychlík
Jan Rychlík (né à Prague le 27 avril 1916, mort le 20 janvier 1964 dans la même ville) est un compositeur tchèque.

## Biographie
Parlant sept langues, pianiste de jazz, il entre en 1940 au Conservatoire de Prague. Il est le promoteur à Prague du jazz, de musiques traditionnelles d'Afrique et d'Asie. Il laisse à sa mort 60 ouvrages, surtout pour la musique de chambre, et la musique de 55 films et de 8 pièces de théâtre.

## Musiques de film
- 1955 : La Création du monde d'Eduard Hofman
- 1957 : Les Enfants perdus de Miloš Makovec
- 1964 : Jo limonade d'Oldřich Lipský

## Sources
- Dictionnaire de la musique, Marc Vignal, Ed. Larousse, 1999, p. 739
- Notice biographique , Oxford University Press